# The Mystery of the Silver Skull
The Mystery of the Silver Skull (o The Silver Skull) è un cortometraggio muto del 1913 diretto da Maurice Costello e Wilfrid North

## Produzione
Il film fu prodotto dalla Vitagraph Company of America.

## Distribuzione
Distribuito dalla General Film Company, il film - un cortometraggio in due bobine - uscì nelle sale cinematografiche statunitensi il 4 ottobre 1931.